# Per Larsen
Per Larsen, né le 27 juin 1965 à Jerslev (Danemark), est un homme politique danois, membre du Parti populaire conservateur.

## Biographie
Per Larsen est un cadre de carrière dans l'industrie agro-alimentaire.
Engagé au sein du Parti populaire conservateur, il est membre du conseil de l'amter du Jutland du Nord de 1998 à 2001, et conseiller municipal de Hjørring de 2002 à 2009. Il est également élu depuis 2006 au conseil régional du Jutland du Nord, dont il est le vice-président de 2009 à 2013.
Il est élu député au Folketing lors des élections législatives de juin 2019. Il est réélu pour un second mandat lors des élections législatives du 1er novembre 2022.